# Carl Friedrich Drollinger

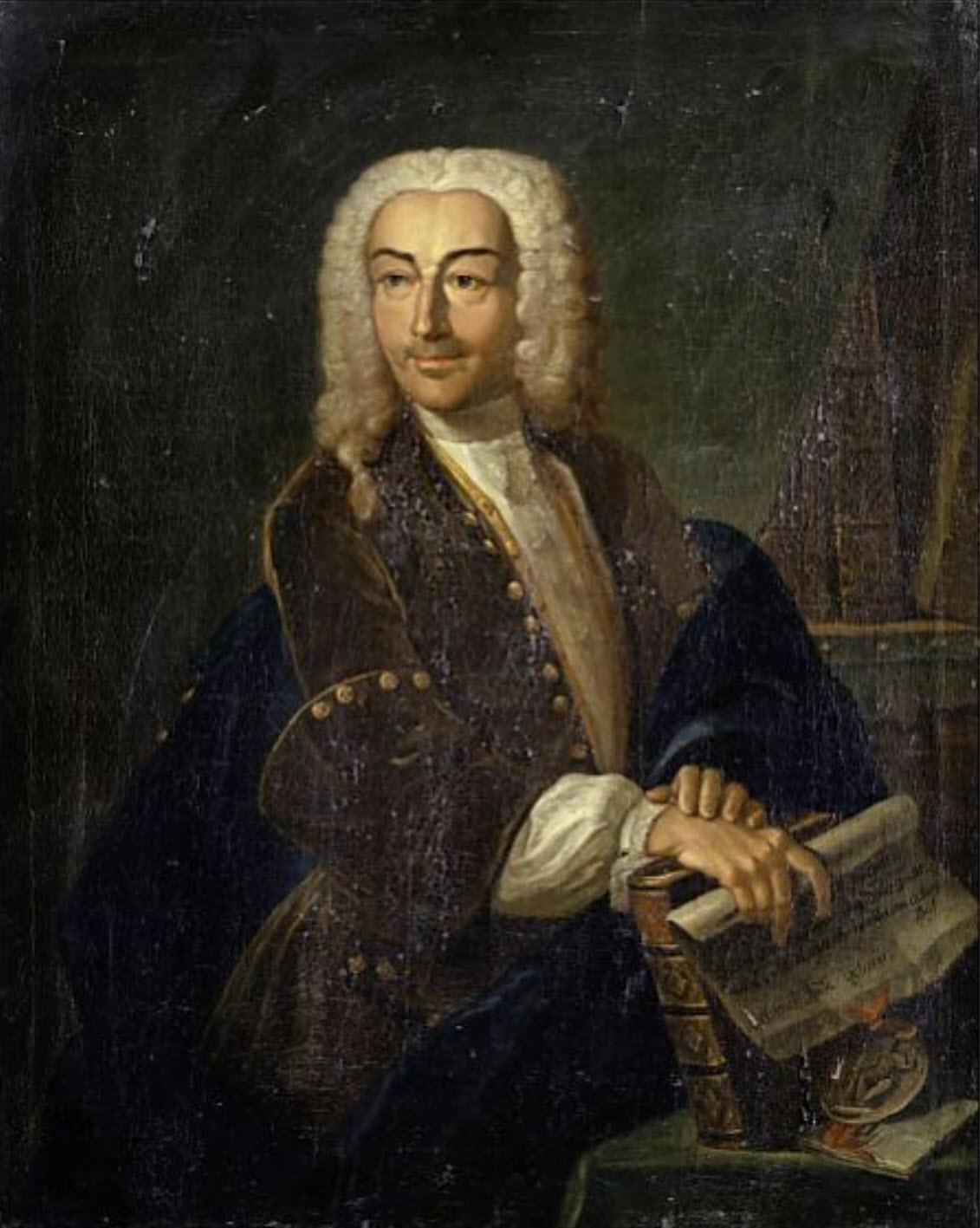
Carl Friedrich Drollinger, Bildnis von Johann Rudolf Huber (um 1738)

Carl Friedrich Drollinger (* 26. Dezember 1688 in Durlach; † 1. Juni 1742 in Basel) war ein Archivar, Lyriker und Übersetzer. Er gehört zu den ersten schweizerischen Dichtern, die eine größere Bekanntheit erreicht haben.

## Leben
Drollinger wurde als ältester von vier Söhnen des Johann Martin Drollinger (1656–1718) aus Ellmendingen, heute ein Ortsteil von Keltern, und der Catharina Sibylla Müller (1660–1699) aus Durlach ein Jahr vor der Zerstörung seiner Heimatstadt Durlach geboren. Seine Familie zog mit ihm in seinem ersten Lebensjahr nach Badenweiler, wo er bis zu seinem fünfzehnten Lebensjahr lebte. Nachdem er von Hauslehrern unterrichtet worden war, studierte er bis 1710 an der Universität Basel, wo er mit 22 Jahren seine Dissertation in Rechtswissenschaften vorlegte. Er verbrachte auch den Rest seines Lebens in Basel, wo er erst als Registrator das Geheimarchiv des Markgrafen Carl III. Wilhelm von Baden-Durlach neu ordnete und auswertete. 1722 wurde er zum Hofrat ernannt, 1727 zum Archivar. Zusätzlich beriet er die Stadt Basel in juristischen Fragen. 1733 wurde er Mitglied der Deutschen Gesellschaft Leipzig, in deren Schriften seine ersten Werke erschienen.

## Werke (Auswahl)
- Sammlung Critischer, Poetischer, und andrer geistvollen Schriften, … (Zürich 1741)
- Gedichte, samt anderen dazugehörigen Stücken (Hg. Johann Jacob Spreng, Basel 1743)